# سينسيناتي (صحيفة)
صحيفة سينسيناتي (بالإنكليزية:The Cincinnati Enquirer) صحيفة أمريكية تأسست عام 1840.
حازت على المركز السادس والأربعون عام 2007 بأكبر عدد نسخ تصدر بشكل يومي بين صحف الولايات المتحدة الأمريكية
.

## روابط خارجية
- سينسيناتي على موقع الموسوعة البريطانية (الإنجليزية)